# 신임일기
신임일기(辛任日記)는 대한민국 충청남도 논산시 부적면 부황리에 있는, 파평 윤씨 충헌공파 문중에서 소장하고 있는 사료로, 25책 125권이다. 1996년 11월 30일 충청남도의 문화재자료 제351호로 지정되었다.

## 개요
이 일기는 파평 윤씨 충헌공파 문중에서 소장하고 있는 사료로, 25책 125권이다.
조선 경종 1년∼2년(1721∼1722) 경종의 왕위계승문제를 둘러싸고 노론과 소론 사이에 일어난 당쟁의 옥사를 기록한 것으로 필사본이다.

## 참고 문헌
- 신임일기 - 국가유산청 국가유산포털